# Lipari
Lipari ist eine italienische Insel nördlich von Sizilien im Tyrrhenischen Meer. Sie ist die Hauptinsel der Liparischen (Äolischen) Inseln. Administrativ rechnet sie zur gleichnamigen Gemeinde Lipari in der Metropolitanstadt Messina der Autonomen Region Sizilien.
Lipari ist 37,29 km² groß und hat rund 10.000 Einwohner.

## Geographie

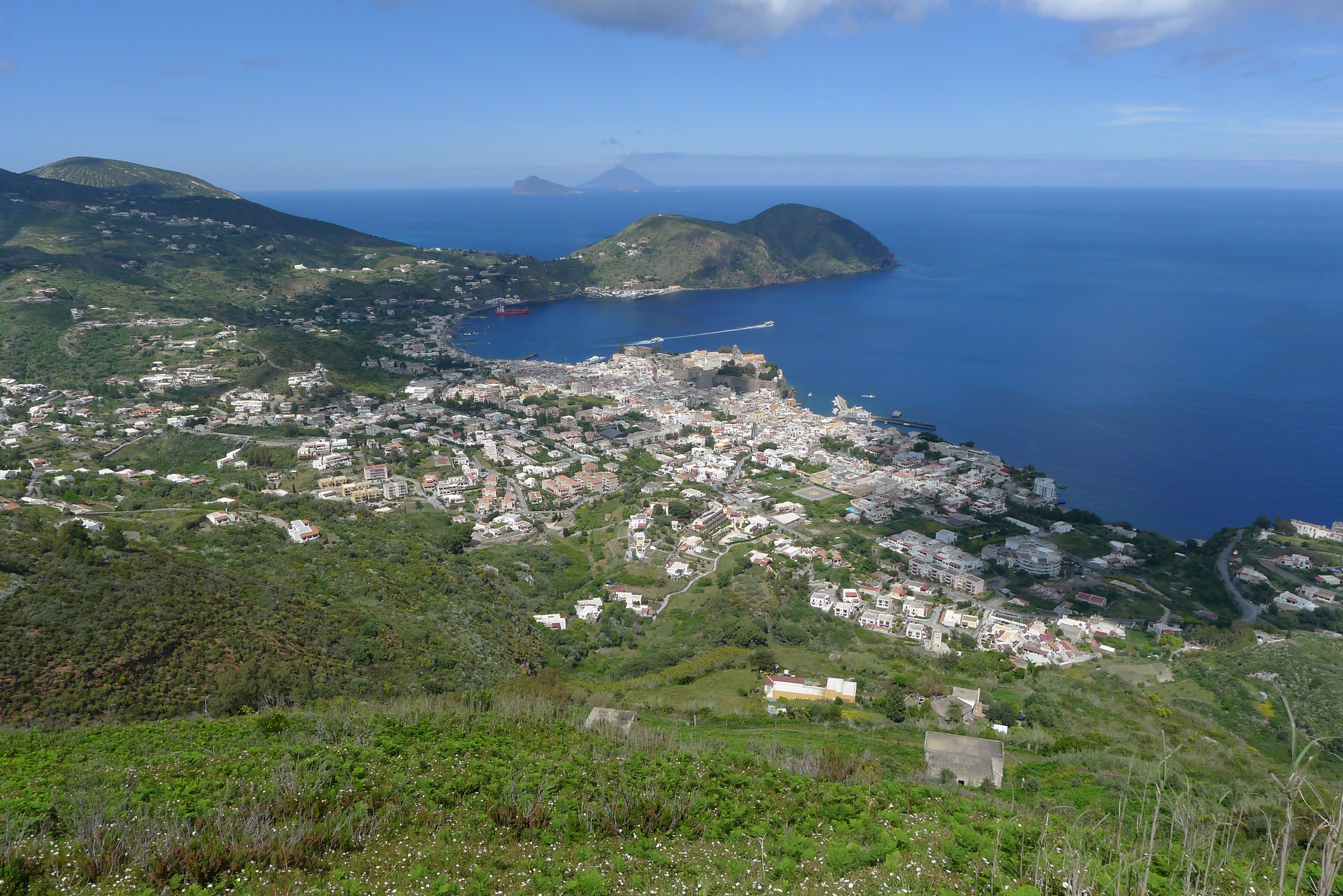
Blick vom Monte Guardia auf Lipari (2014)

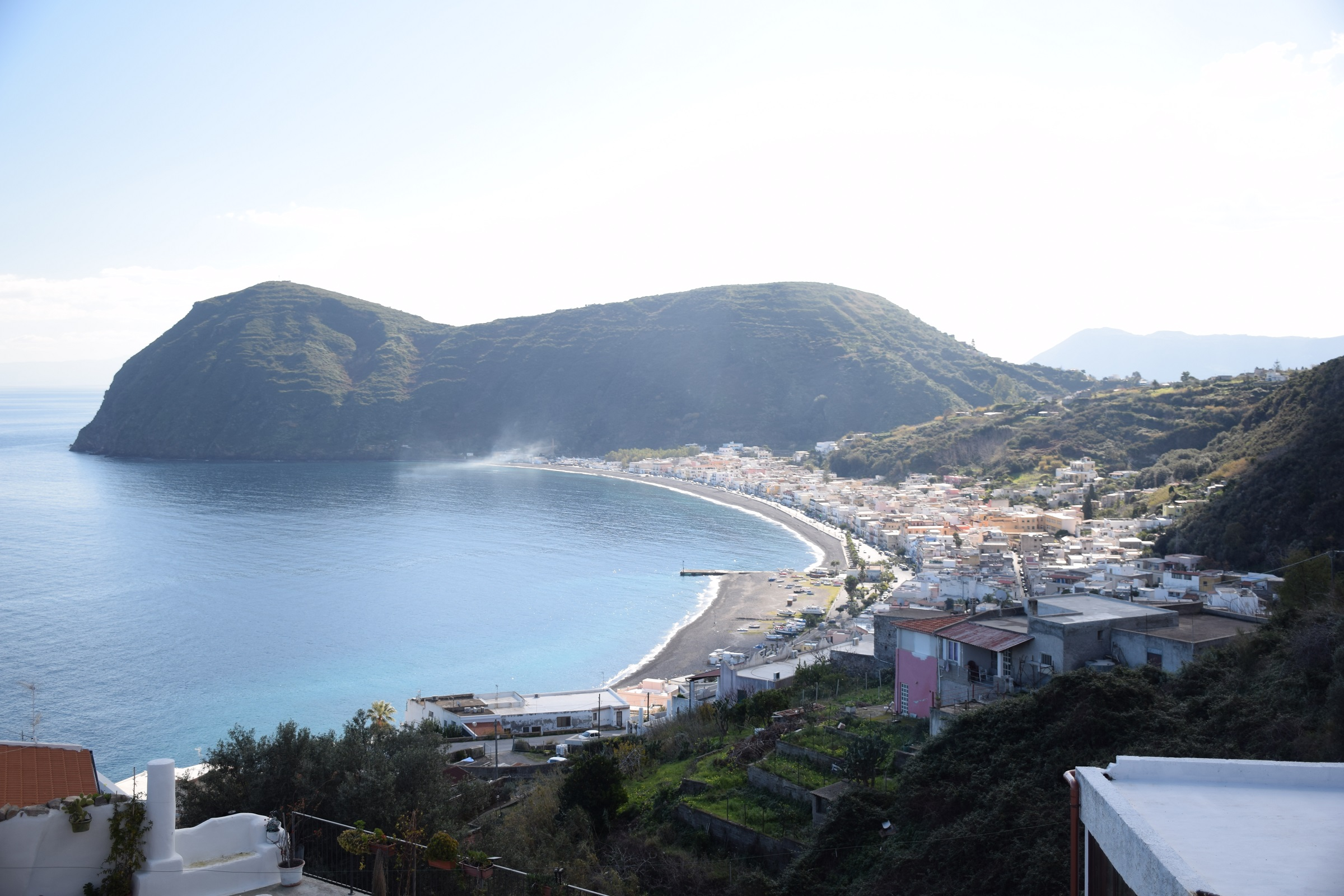
Blick auf Canneto (2023)

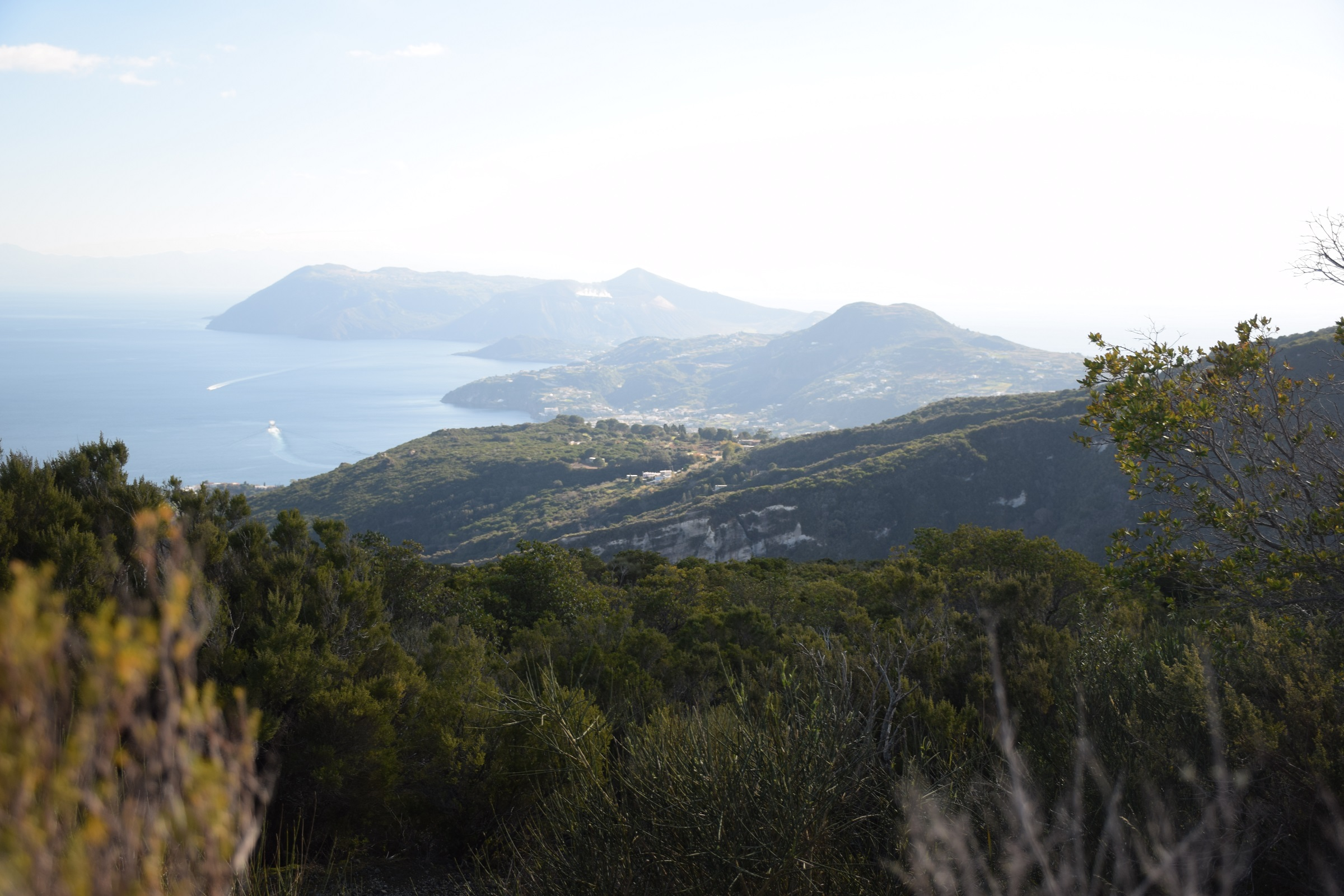
Blick vom Monte Pilato Richtung Süden; im Hintergrund Vulcano (2023)

Die nächstgelegenen Nachbarinseln Liparis sind Vulcano im Süden und Salina im Nordwesten, mit denen sie die Hauptlandmasse der Inselgruppe bildet. Stromboli und Panarea liegen etwas entfernter im Nordosten, Filicudi und Alicudi im Westen.
Der Hauptort der Insel Lipari ist auch administratives Zentrum der Gemeinde Lipari, die mit Ausnahme Salinas alle Inseln der Inselgruppe umfasst.

## Geologie

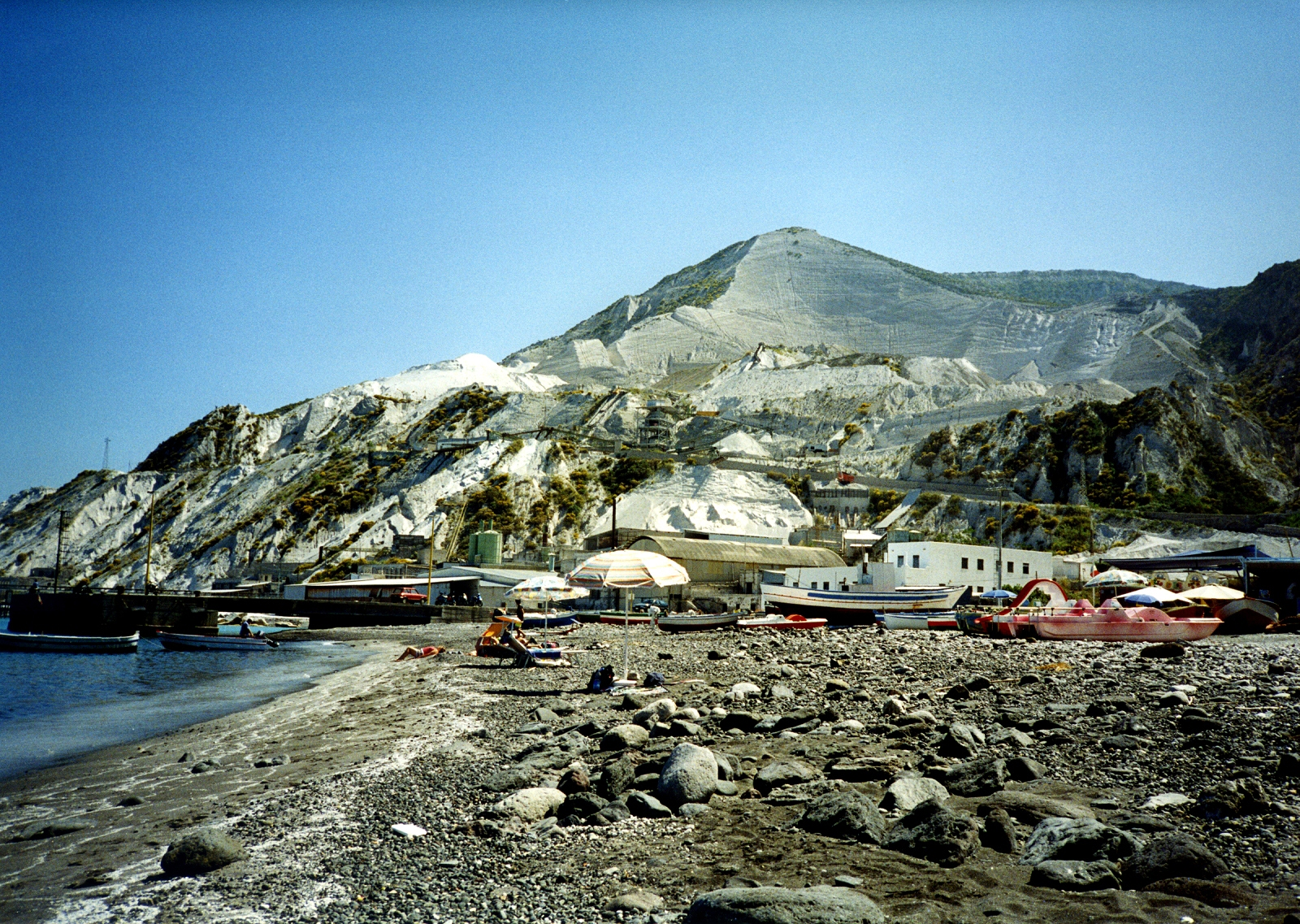
Bimsabbau bei Acquacalda

Die Insel Lipari ist vulkanischen Ursprungs. Die Entstehung erfolgte in mehreren Phasen, wobei sowohl die Eruptionszentren als auch das eruptierte Material sehr verschieden waren. Während der Süden der Insel zusammen mit der benachbarten Insel Vulcano entstanden ist und Lavadome aufweist (z. B. Monte Guardia), ist der Westen und Osten durch strombolianische Eruptionen entstanden, in der Mitte befinden sich die Stratovulkane Monte Chirica (höchste Erhebung der Insel, 602 m) und Monte S. Angelo, und im Nordosten gibt es die bis zu 300 m dicken Bimsablagerungen und zwei Obsidianströme des Monte Pilato (476 m).
Der Obsidian wurde schon seit der Jungsteinzeit abgebaut; Funde aus dieser Zeit gibt es im ganzen westlichen Mittelmeerraum. Die weißen Bimsablagerungen wurden bis 2007 abgebaut.

## Geschichte
Eine Besiedlung der Insel lässt sich ab dem Mittelneolithikum (ca. 5500–5000 v. Chr.) nachweisen. Die reichen Vorkommen an Obsidian und der Handel damit machten Lipari in der Jungsteinzeit zu einem wichtigen Wirtschaftszentrum. Bedeutung und Reichtum der Insel nahmen in der Kupfer- und zu Beginn der Bronzezeit deutlich ab, da einerseits Obsidianvorkommen auch auf der griechischen Insel Melos abgebaut wurden, andererseits zunehmend Metalle aufkamen.
Ab ca. 1700/1600 v. Chr., noch während der Capo-Graziano-Kultur, spielte Lipari wieder eine bedeutendere Rolle als Handelsstation. Dies zeigen vor allem die Funde auf der sogenannten Akropolis von Lipari aus den Perioden der späten Capo-Graziano-Kultur (bis ca. 1430 v. Chr.) und der nachfolgenden Milazzese-Kultur (ca. 1430–1270 v. Chr.). Sie zeugen von Kontakten mit Händlern aus dem mykenischen Griechenland und teils auch Zyperns, die Lipari als Zwischenstation auf der Fahrt nach Mittelitalien anliefen. Auch zu Malta hatte Lipari Beziehungen.
Um 1270 v. Chr. fielen die Siedlungen auf Lipari, wie auch die auf den anderen Äolischen Inseln, Brandkatastrophen zum Opfer. Während die übrigen Inseln danach offenbar für lange Zeit unbewohnt blieben, siedelte sich auf Lipari eine neue Bevölkerung an, deren Kultur starke Verbindungen zum italienischen Festland offenbart. In Anlehnung an die Sage, in der Vorzeit hätten Ausonen unter Führung des Liparos die Insel eingenommen, wird diese Kultur als Ausonische Kultur bezeichnet. Sie bestand bis ca. 900 v. Chr., als Lipari verlassen wurde und danach bis zur Griechischen Kolonisation unbewohnt blieb.
Zu griechischer Zeit entwickelte sich der Ort Meliguni. Diodorus Siculus (Diodor) berichtet von einer Kolonisation der Liparischen Inseln zur Zeit der fünfzigsten Olympiade (580–576 v. Chr.) durch griechischstämmige Auswanderer aus Knidos und Rhodos. Der Gründer der späteren Polis sei jedoch der Ausone Liparos gewesen.
Eine Besonderheit bildete angeblich das Gemeinwesen unter den Bewohnern. Aller Besitz war laut Diodor Gemeineigentum. Die arbeitsfähigen Männer wurden in zwei Gruppen geteilt: Eine Gruppe bewirtschaftete das Land und sicherte so die Nahrungsversorgung. Die andere Gruppe kämpfte auf See, verteidigte die Gemeinschaft gegen etruskische Seeräuber und fuhr später selber auf Beutezug. Die Einkommen beider Gruppen wurden bei Syssitien gleichmäßig verteilt. Dieser Zustand währte solange, bis die Gefahr durch Seeräuber gebannt war. Anschließend setzte ein Aufweichen dieser strengen Güterteilung ein, zuerst mit der festen Aufteilung Liparas, später mit der Neuverteilung des Ackerlandes der anderen Inseln alle 20 Jahre durch ein Losverfahren. Diese Gesellschaftsform wurde in der Forschung zuweilen als Urkommunismus diskutiert. Doch ist diese Meinung stark umstritten, zumal Diodor, der Jahrhunderte später schrieb, als oft unzuverlässig gilt.
Nach der römischen Eroberung Liparis in der Mitte des 3. Jahrhunderts v. Chr. während des Ersten Punischen Kriegs geriet die Insel unter römische Herrschaft. Die griechische Sprache wurde in der Folgezeit vom Lateinischen verdrängt. Vom 5. bis zum Ende des 8. Jahrhunderts n. Chr. ist Lipari als spätantiker Bischofssitz bezeugt. Die in der Kathedrale aufbewahrten Reliquien wurden als Gebeine des Heiligen Bartholomäus verehrt.
838 überfielen Sarazenen Lipari und zerstörten u. a. das Kirchengebäude; sie gewannen zweieinhalb Jahrhunderte zeitweilig Vorherrschaft über die Liparischen Inseln und Sizilien.
Mit der Eroberung Siziliens durch die Normannen kam Lipari 1082 unter deren Herrschaft. 1131 wurde das Bistum Lipari-Patti wieder errichtet. Im Mittelalter und in der frühen Neuzeit war Lipari stark befestigt. Der Ort Lipari befand sich damals in der Nähe der Kathedrale. Bei dem Erdbeben von 1783 wurde der Ort größtenteils zerstört. Der direkte Zugang zu Schloss und Kathedrale durch den Mauergürtel besteht erst seit 1939.
Wie Ponza, Ventotene und die Tremiti-Inseln diente auch die Insel Lipari dem Faschismus jahrelang als bevorzugtes Deportationsziel (confino) für Tausende von Antifaschisten. Nach dem Kriegseintritt Italiens im Juni 1940 richtete das faschistische Regime 1941 am selben Standort ein Internierungslager (campo di concentramento) ein. Kurz darauf verfügte das Innenministerium die Deportation von „kommunistischen Ex-Jugoslawen“. Im November und Dezember 1941 trafen Männer und einige Frauen aus Montenegro, Dalmatien, Albanien und Slowenien auf Lipari ein. Im Dezember 1941 und im Juni 1943 war das Lager mit 383 bzw. 289 Insassen belegt. Einen Monat später wurde das Lager geschlossen.

## Stadtbild und Bauwerke

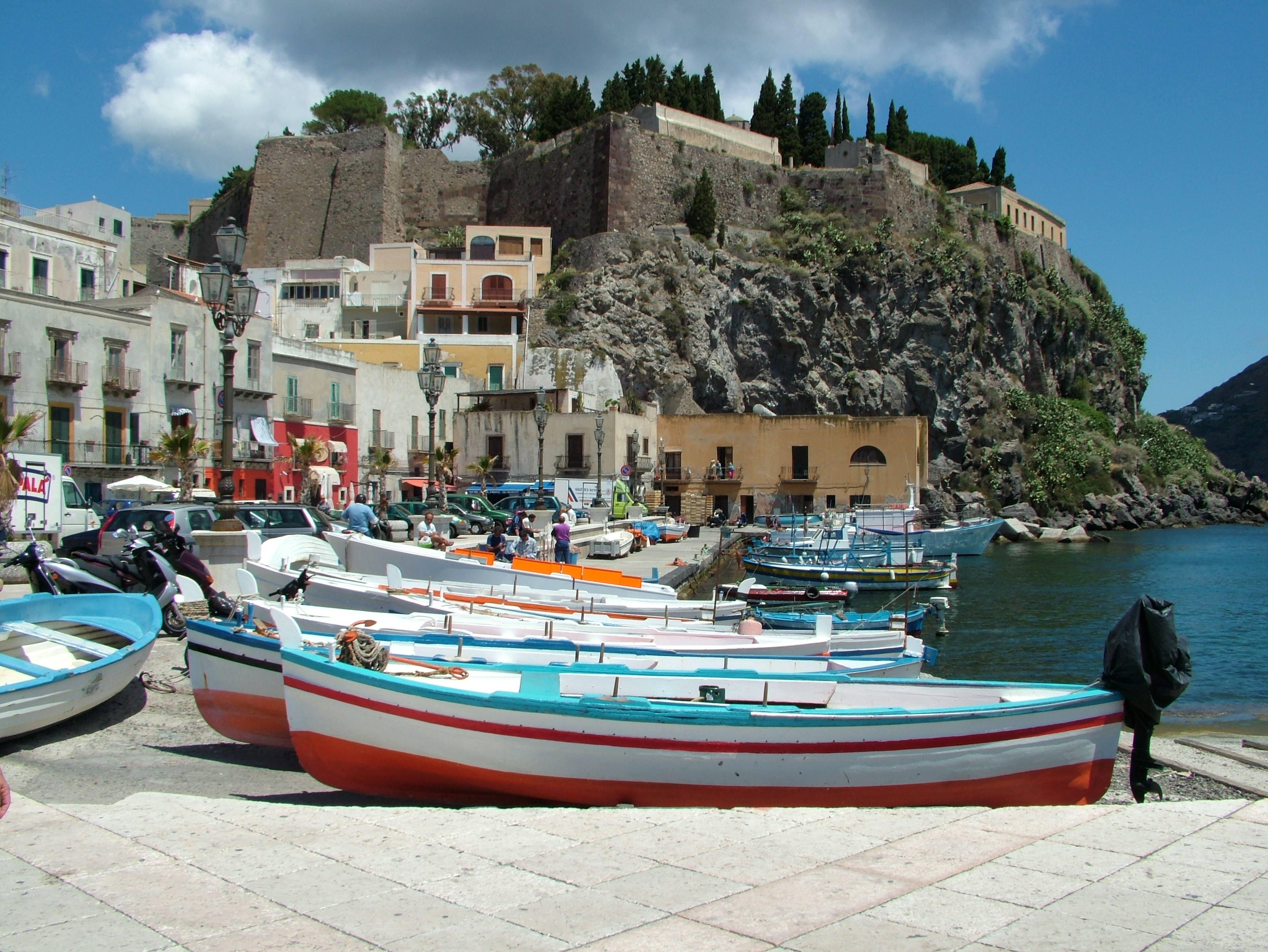
Fischerboote im Hafen und Blick auf den Burgberg

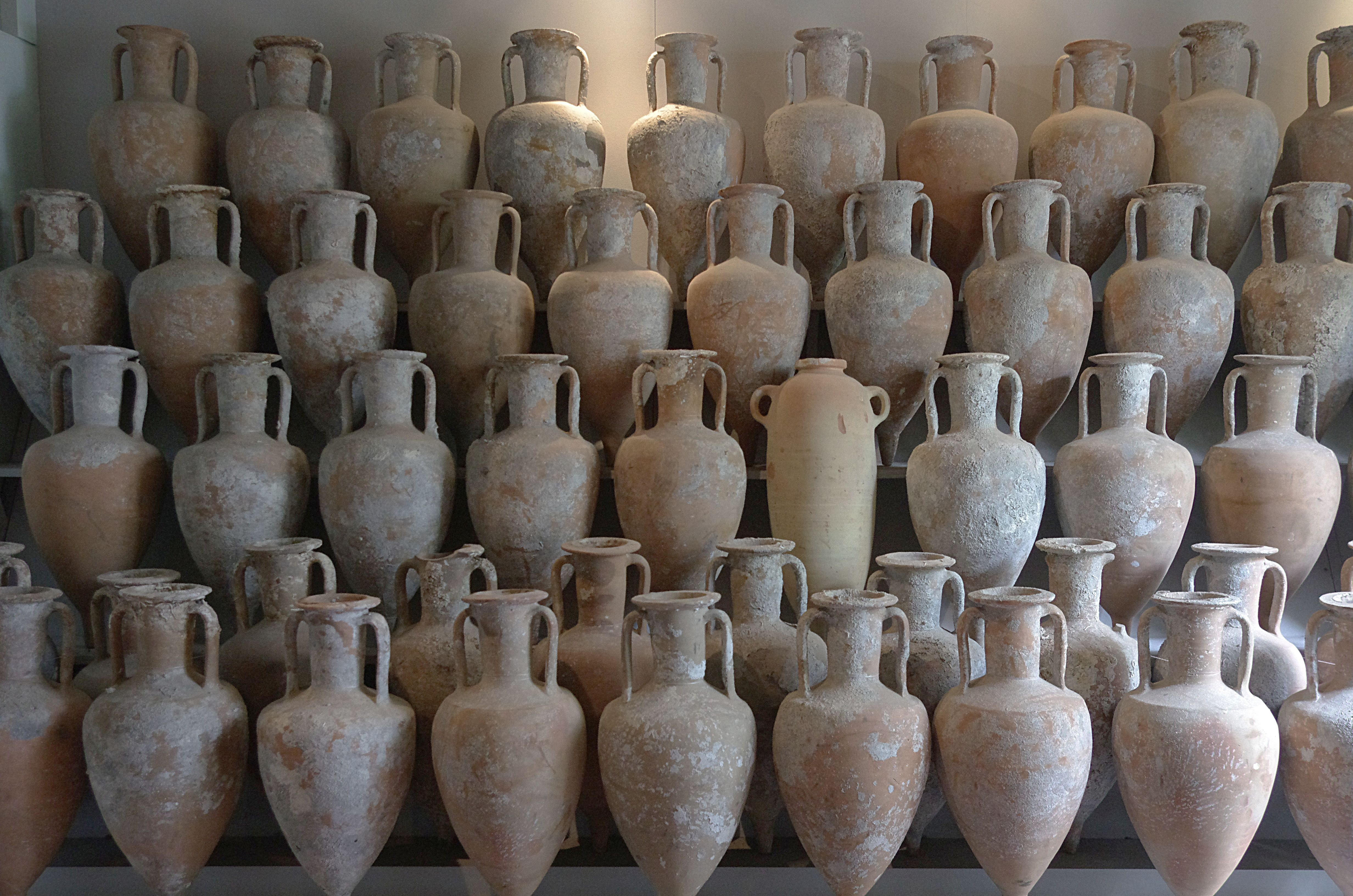
Amphoren im Archäologischen Museum in Lipari

- Der Burgberg mit der Burganlage aus dem 16. Jahrhundert, im Inneren des Mauerrings der Burg liegt auch die Kathedrale San Bartolomeo, heute Konkathedrale des Erzbistums Messina-Lipari-Santa Lucia del Mela
- Das Archäologische Museum, das größtenteils in der Burg untergebracht ist, mit Fundstücken aus der Vorzeit und Frühzeit von Lipari, Inschriften von Nekropolen, weitere Abteilungen befassen sich mit der klassischen Archäologie und der Meeresarchäologie, zusätzlich gibt es eine vulkanologische Abteilung.
- Marina Corta mit der Piazza Ugo di Sant’ Onofrio und der Kirche Anime del Purgatorio
- Die archäologische Zone außerhalb der Stadt

## Verkehr
Täglich fahren Autofähren von Siremar von und nach Milazzo, zusätzlich gibt es (nicht täglich) Fähren nach Neapel. Zu den Nachbarinseln und nach Milazzo bestehen täglich mehrere Verbindungen mit Tragflächenbooten, betrieben von Liberty Lines. In den Sommermonaten gibt es zusätzlich Schiffsverbindungen von Palermo, Vibo Valentia, Messina und Salerno nach Lipari.

## Söhne und Töchter
- Franco Scoglio (1941–2005), italienischer Fußballtrainer
- Christian Riganò (* 1974), italienischer Fußballspieler